# 卢瓦龙-吕耶
卢瓦龙-吕耶（法語：Loiron-Ruillé，法語發音：[lwaʁɔ̃ ʁɥije]）是法国马耶讷省的一个市镇，位于该省西部，属于拉瓦勒区。

## 历史
卢瓦龙-吕耶成立于2016年1月1日，由卢瓦龙（Loiron）和吕耶勒格拉沃莱（Ruillé-le-Gravelais）两个市镇合并而成，其中卢瓦龙为政府驻地。

## 地理
卢瓦龙-吕耶（48°3'33.001"N, 0°56'6.000"W）面积39.86 平方千米，位于法国卢瓦尔河地区大区马耶讷省，该省份为法国西北部内陆省份，北起芒什省和奧恩省，西接伊勒-维莱讷省，南至曼恩-卢瓦尔省，东临萨尔特省。
与卢瓦龙-吕耶接壤的市镇（或旧市镇、城区）包括：阿于耶、拉布吕拉特、勒热内-圣伊勒、圣贝特万、拉格拉韦勒、圣西尔勒格拉沃莱、蒙让。
卢瓦龙-吕耶的时区为UTC+01:00、UTC+02:00（夏令时）。

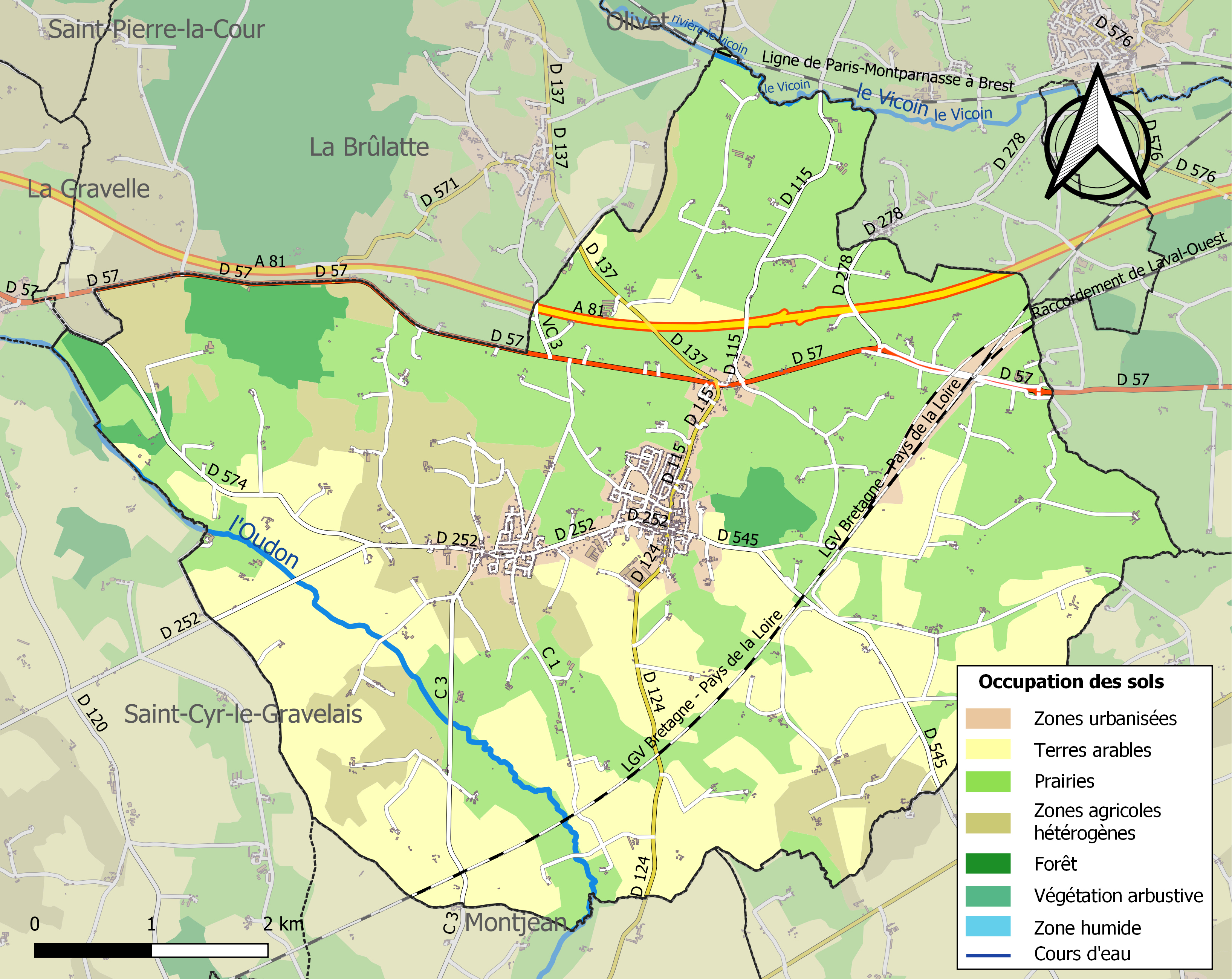
卢瓦龙-吕耶的OSM定位图

## 行政
卢瓦龙-吕耶的邮政编码为53320，INSEE市镇编码为53137。

## 政治
卢瓦龙-吕耶所属的省级选区为卢瓦龙-吕耶县。

## 人口
卢瓦龙-吕耶于2022年1月1日时的人口数量为2724人。